# МТУ-54
МТУ-54 (Объект 421, К-67, МТУ-12, МТ-54) — перший радянський серійний танковий мостоукладач. Розроблений на базі середнього танка Т-54.

## Історія створення
Перші два дослідні зразки мостоукладальника, що отримав заводське позначення «Об'єкт 421», було випущено заводом № 75 у 1952 році та направлено на заводські випробування.
 
В 1954 році було виготовлено ще один «Об'єкт 421», що призначався для проведення полігонних випробувань.
 
За результатами цих випробувань мостоукладач «Об'єкт 421» під маркою МТУ-54 було прийнято на озброєння Радянської Армії, а його серійне виробництво було організовано у 1956—1957 роках на заводах №75 та №183.

З 1956 року мости для МТУ-54 виготовляли на заводі металоконструкцій у м. Ворожба.

## Оператори
- СРСР
- НДР — 12 одиниць поставлено з СССР у період з 1969 по 1970 роки.
- Росія — деяка кількість, станом на 2012 рік[3]
- Білорусь — деяка кількість, станом на 2012 рік[4]
- Бангладеш — деяка кількість, станом на 2012 рік[5]
- Угорщина — деяка кількість, станом на 2012 рік[6]
- Єгипет — деяка кількість, станом на 2012 рік[7]
- Боснія і Герцеговина — деяка кількість, станом на 2012 рік[8]
- Зімбабве — деяка кількість, станом на 2012 рік [9]
- Ізраїль — деяка кількість, станом на 2012 рік[10]
- Ємен — деяка кількість, станом на 2012 рік[11]
- КНР — деяка кількість, станом на 2012 рік[12]
- Кот-д'Івуар — деяка кількість, станом на 2012 рік[13]
- Лаос — деяка кількість, станом на 2012 рік[14]
- Сирія — деяка кількість, станом на 2012 рік[15]
- Словенія — деяка кількість, станом на 2012 рік[16]
- Уганда — деяка кількість, станом на 2012 рік[17]
- Фінляндія — 5 одиниць поставлено з СССР в 1966 році[18]
- Еритрея — деяка кількість, станом на 2012 рік[19]
- Ефіопія — деяка кількість, станом на 2012 рік[20]

## Галерея

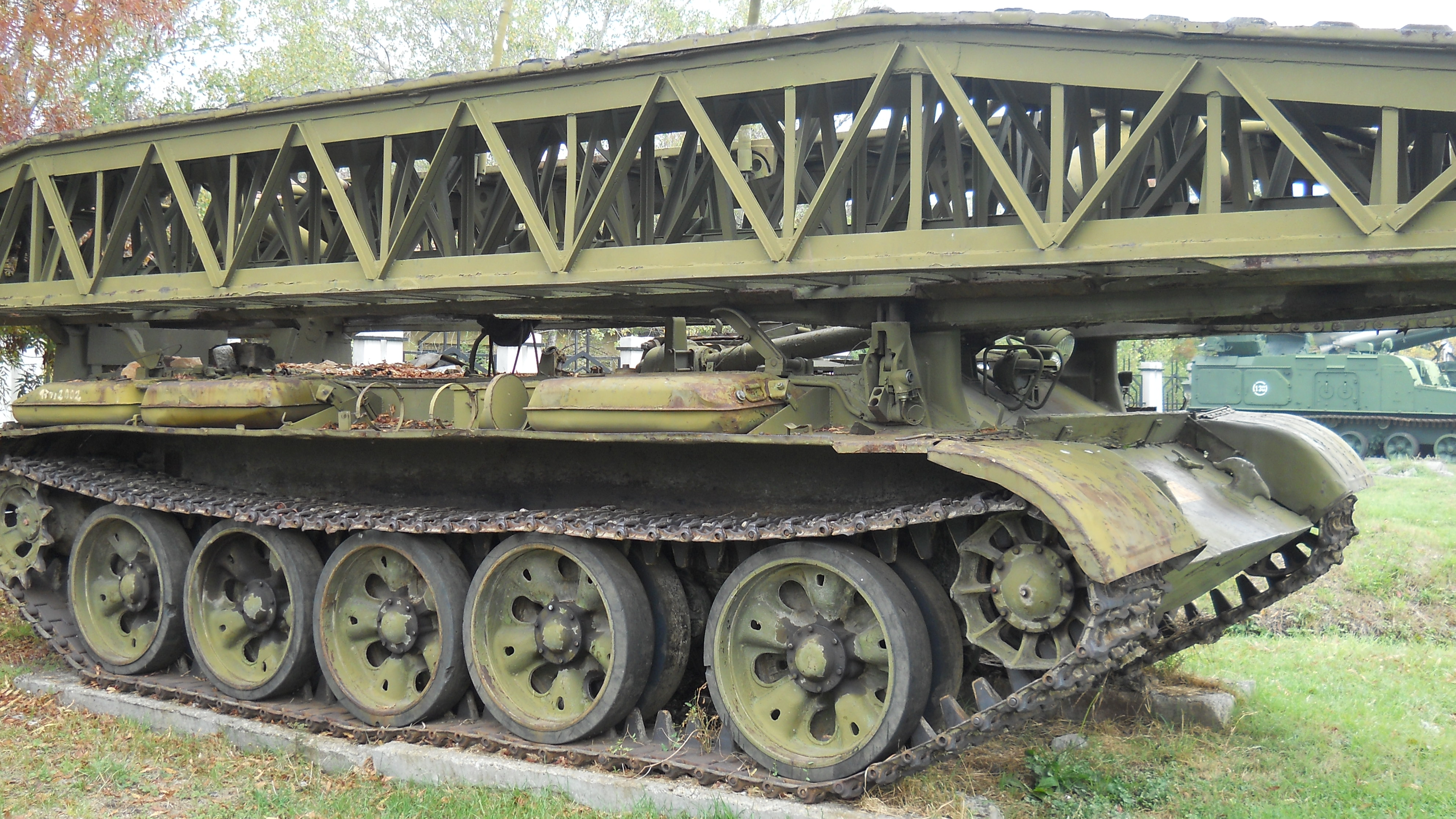
Мостоукладач МТУ-54, Національний музей військової історії, Болгарія.
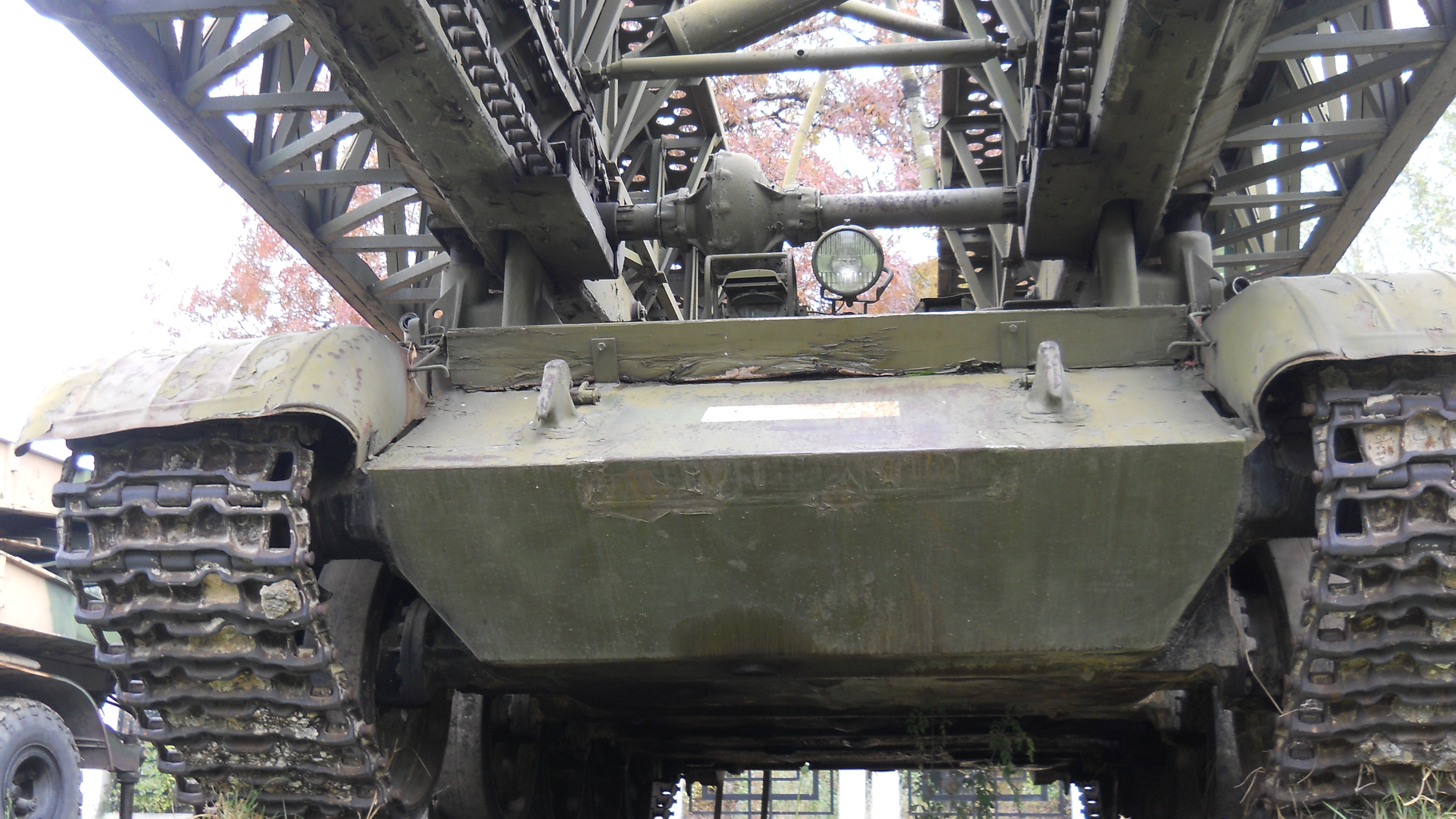
Мостоукладач МТУ-54, Національний музей військової історії, Болгарія.
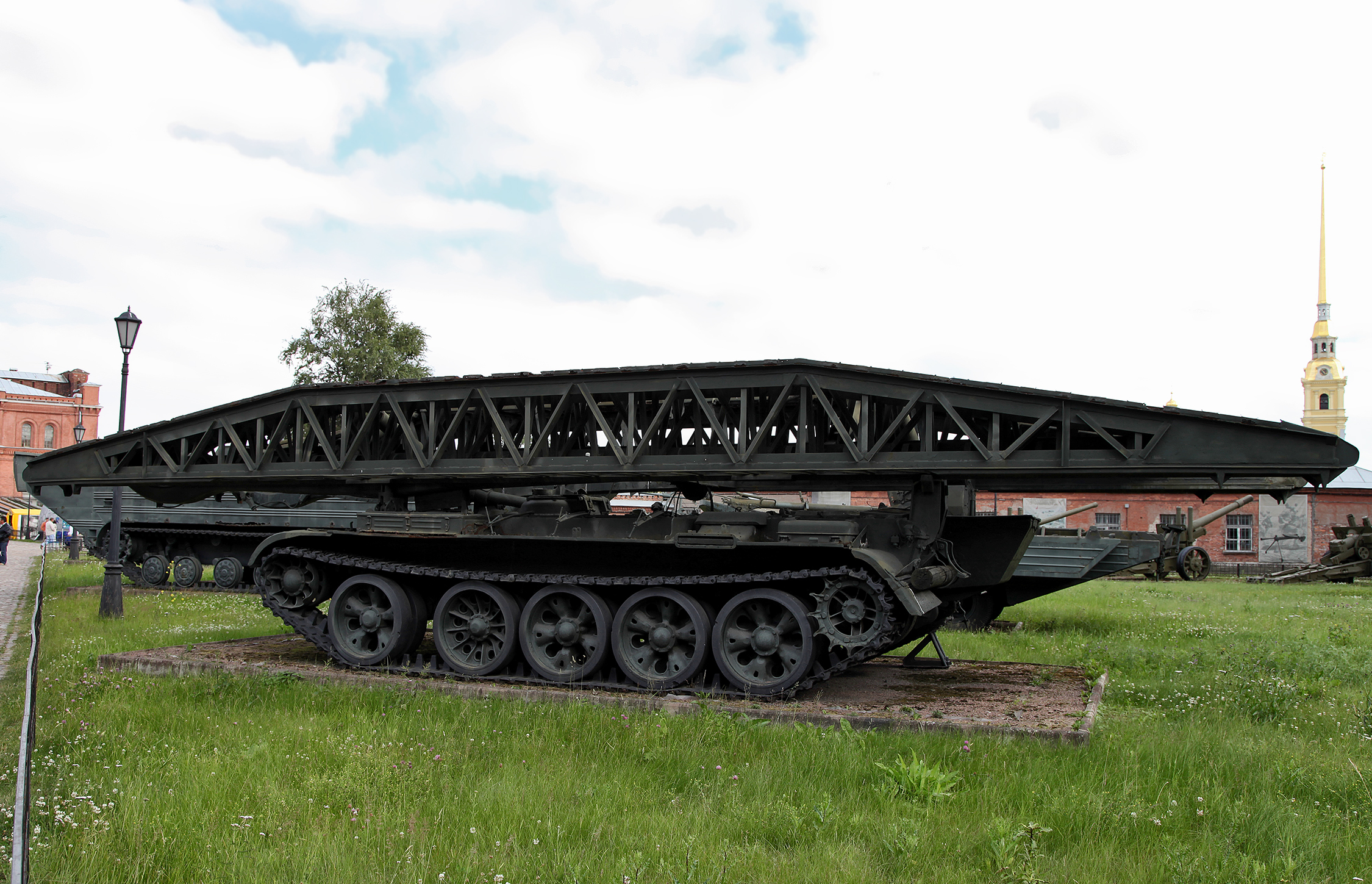
Мостоукладач МТУ-54, Артилерійський музей, Санкт-Петербург.
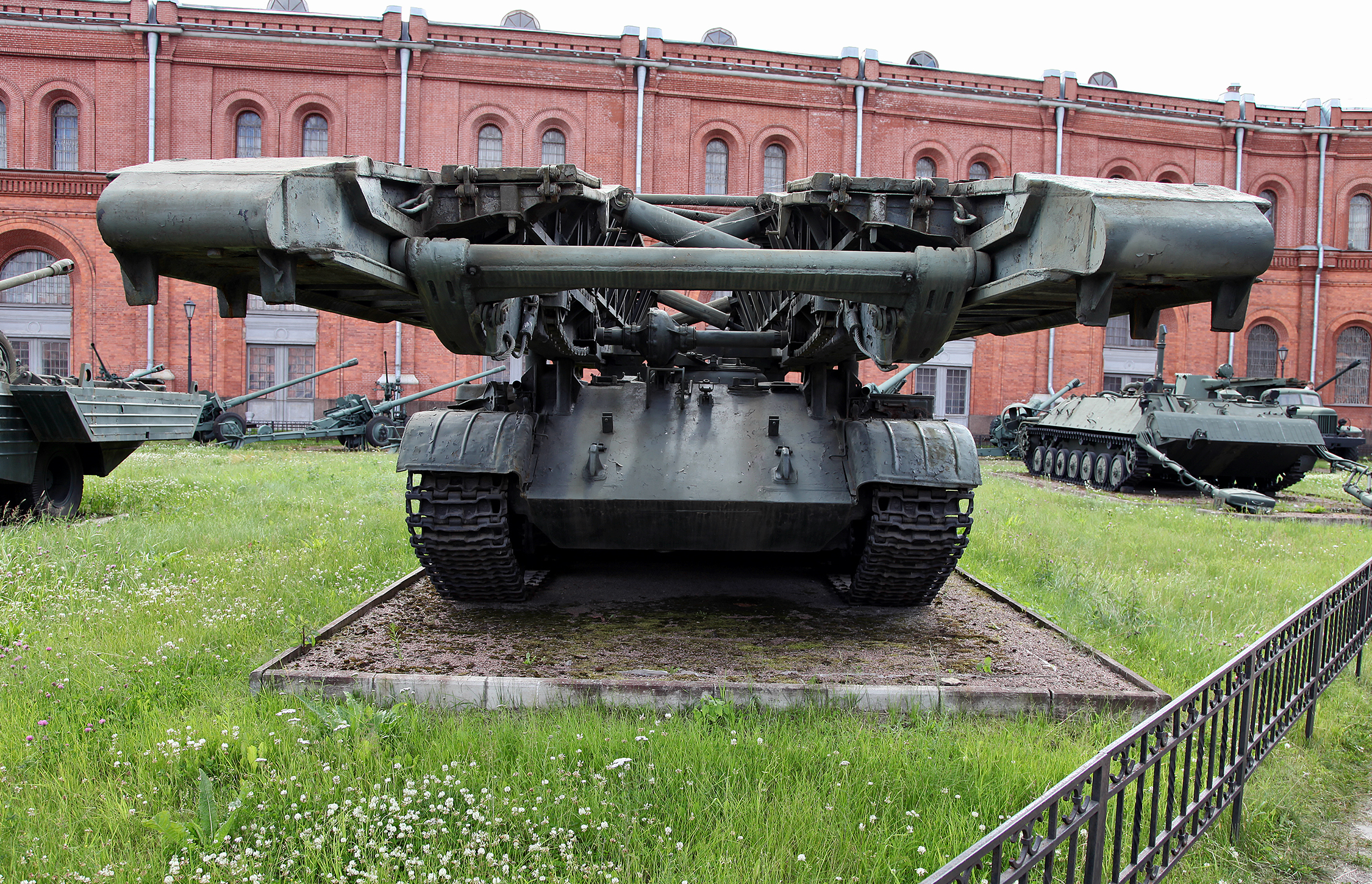
Мостоукладач МТУ-54, Артилерійський музей, Санкт-Петербург.